# Архієпархія Равенна-Червія
Архієпархія Равенна-Червія (лат. Archidioecesis Ravennatensis-Cerviensis, італ. Arcidiocesi di Ravenna-Cervia) — архієпархія-митрополія Римо-католицької церкви, що входить у церковну область Емілія-Романья. У даний час архієпархією управляє архієпископ-митрополит Лоренцо Гіццоні. Почесний архієпископ — Джузеппе Веруккьо.
Клір єпархії включає 121 священика (91 єпархіальних та 30 ченців священиків), 6 дияконів, 35 ченців, 164 черниць.
Патронами архієпархії Равенна-Червії є святий Аполлінарій Равеннский (23 серпня) і святий Патерніан (13 листопада).
Адреса єпархії: Piazza Arcivescovado 1, 48100 Ravenna, Italia.

## Територія
У юрисдикцію єпархії входять 89 парафій у комунах Емілії-Романьї. Вона охоплює дві третини провінції Равенна (міста Равенна та Червія, фракція Лавеццола в комуні Конселіче) і третина провінції Феррара (комуни Арджента і Протомаджоре). Фракції Філо і Лонгастріно на кордоні між двома провінціями також входять до складу архієпархії.
Всі парафії утворюють 8 деканатів: Равенна (місто), Класі (передмістя), Марина ді Равенна, Меццано, Кампіана, Червія, Арджента і Протомаджоре.
Кафедра архієпископа-митрополита знаходиться в місті Равенна в соборі Воскресіння Христового. У місті Червія знаходиться співкафедральний собор Санта Марія Ассунта